# Wallwitz (Saalkreis)

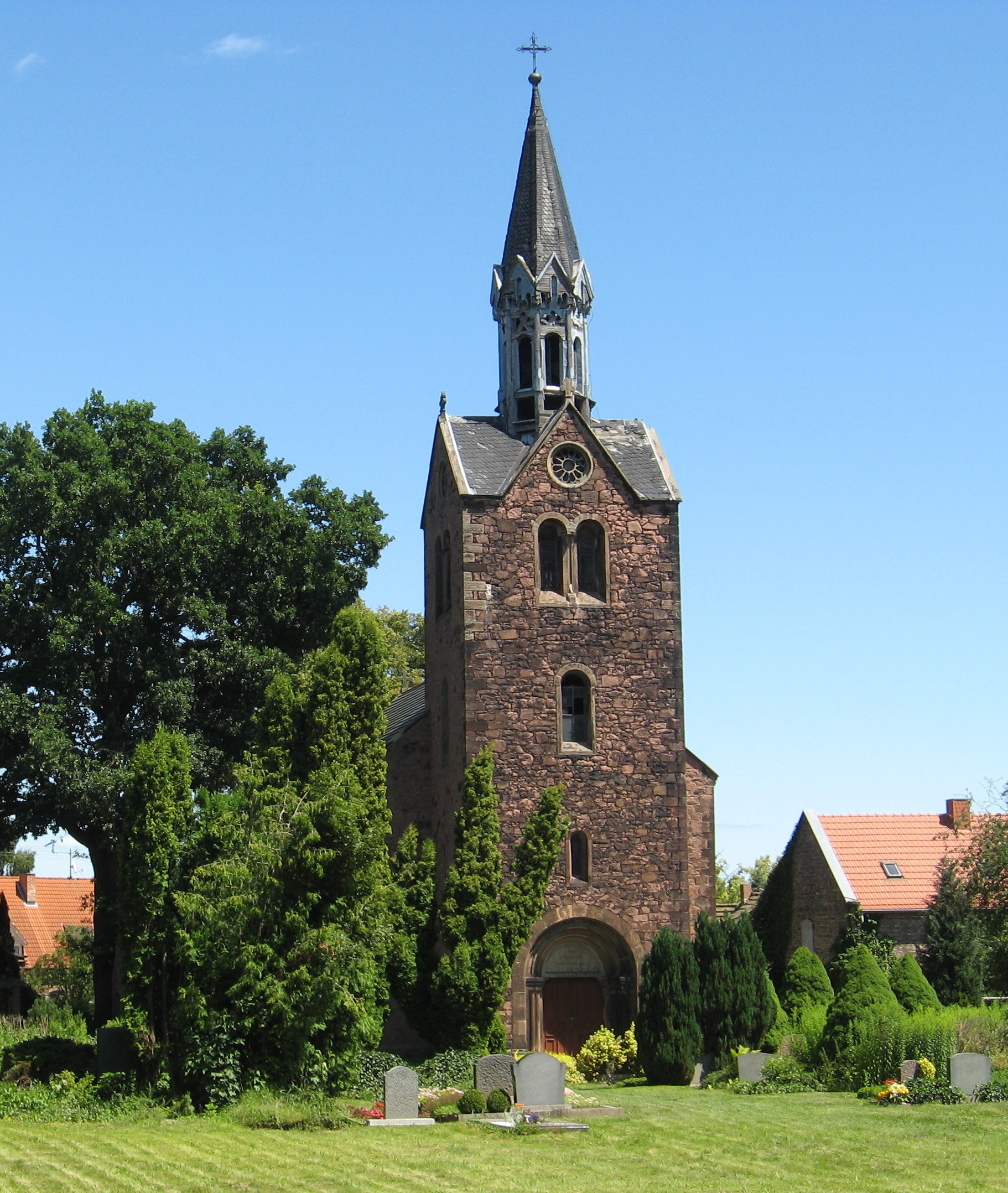

Wallwitz (Saalkreis) is een plaats en voormalige gemeente in de Duitse deelstaat Saksen-Anhalt, en maakt deel uit van de Landkreis Saalekreis.
Wallwitz (Saalkreis) telt 1.139 inwoners.

## Naamgeving
Op 1 januari 1998 is de naam van de gemeente veranderd van Wallwitz in Wallwitz (Saalkreis).

## Geschiedenis
De gemeente is op 30 juni 2006 opgeheven en samen met de toenmalige zelfstandige gemeenten Gutenberg, Nehlitz, Sennewitz en Teicha opgegaan in de nieuwe gemeente Götschetal. Vanaf 1 januari 2010 is de voormalige gemeente een Ortsteil van Petersberg